# 巴特克森
巴特克森（德語：Bad Kösen，發音：[baːt ˈkøːzn̩] ⓘ）是德国萨克森-安哈尔特州布尔根兰县曾经的一个市镇，面积35.72平方千米，2012年9月6日人口为5,522人。2010年1月1日，巴特克森与另外3个市镇并入市镇萨勒河畔瑙姆堡。